# Acacia aneura
La mulga (Acacia aneura F.Muell. ex Benth., 1855) è una pianta appartenente alla famiglia delle Fabaceae, endemica dell'Australia.

## Descrizione
Ha la'aspetto di un arbusto o di un piccolo albero, con altezza variabile da 1 a 10 m.

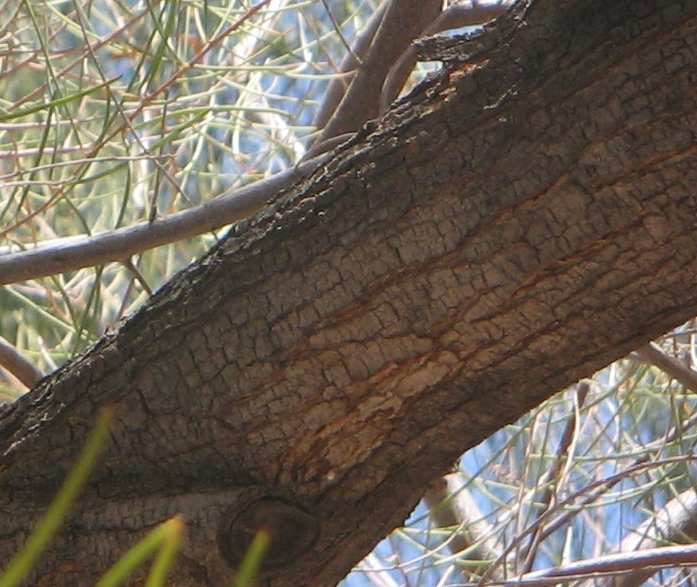
Corteccia
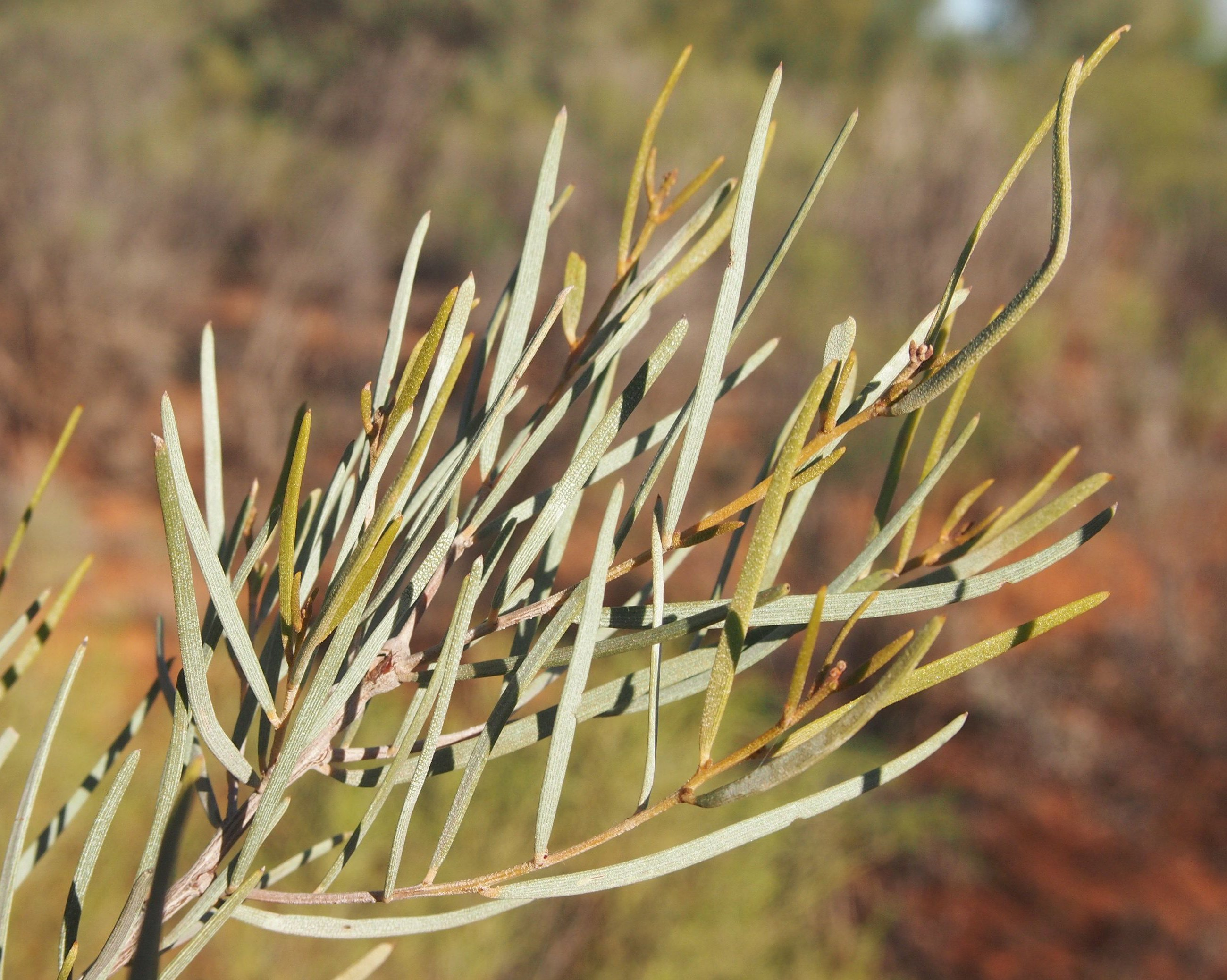
Foglie
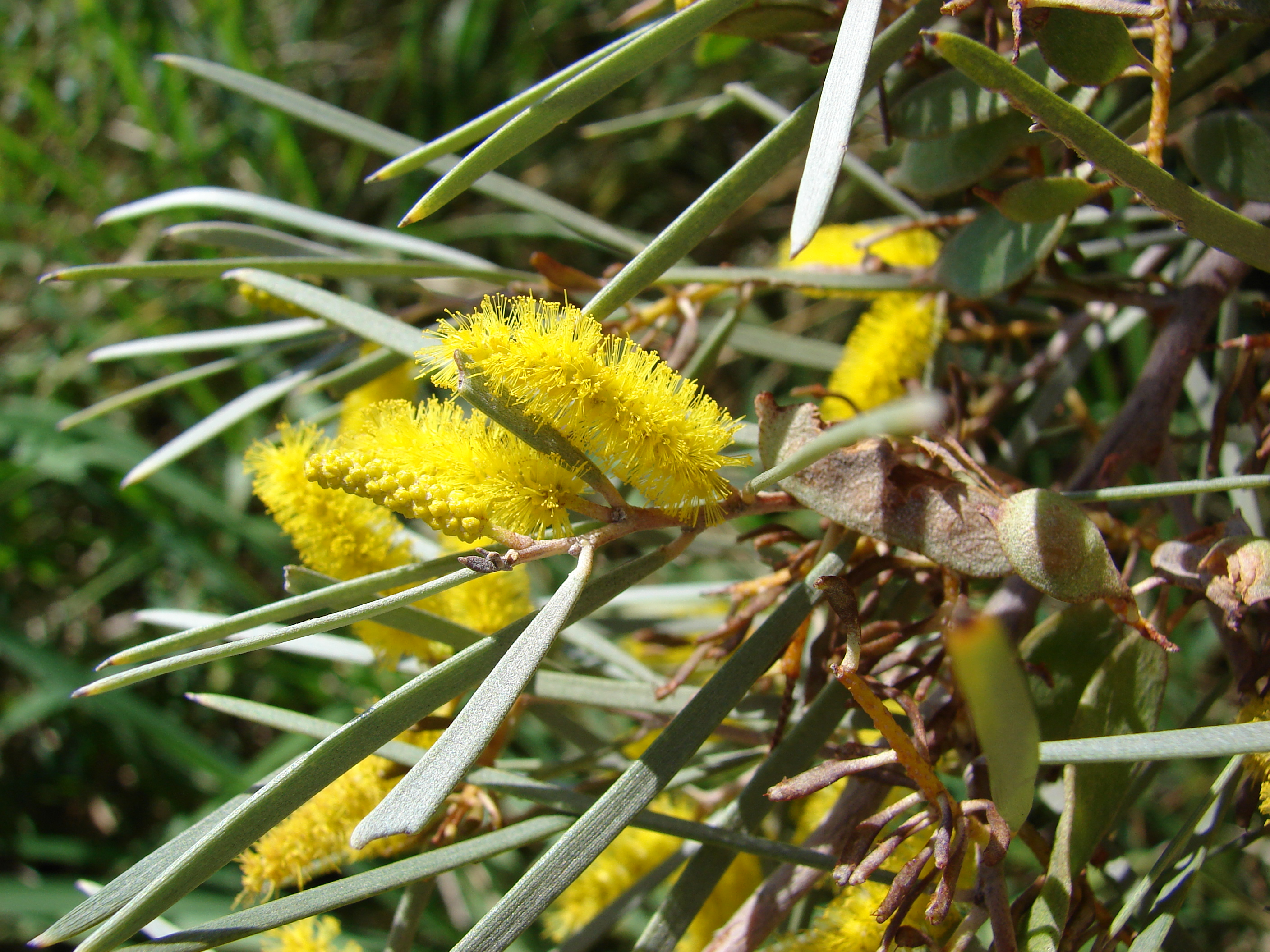
Infiorescenze

## Distribuzione e habitat
Acacia aneura è diffusa nelle aree interne dell'Australia (Queensland, Australia Occidentale, Australia Meridionale, Nuovo Galles del Sud e Territorio del Nord).

## Usi
Gli aborigeni australiani utilizzano i rami e la corteccia della mulga per costruire lance e scudi. La pianta è anche una importante risorsa alimentare per le popolazioni aborigene: i semi e i baccelli vengono utilizzati per realizzare una pasta edibile e la linfa è utilizzata come bevanda. È inoltre utilizzata nella medicina tradizionale per trattare raffreddori e sindromi influenzali. Il legno è tossico.
I coloni europei in passato la hanno sfruttata intensivamente per la realizzazione di recinzioni e come combustibile.
È attualmente utilizzata in apicultura come pianta mellifera.